# شوئن
شوئن (به ژاپنی: 荘園 یا 庄園,Shōen) به یک ملک اربابی یا یک مزرعه در ژاپن گفته می‌شود. این اصطلاح از دودمان تانگ  و زبان چینی وام گرفته شده‌است. شوئن از قرن هشتم تا قرن پانزدهم هر یک از ملک‌های خصوصی، عاری از مالیات، غالباً خودمختار یا ملک‌های اربابی را توصیف می‌کند که ظهور آنها قدرت سیاسی و اقتصادی امپراتور را تضعیف کرده و به رشد خاندان‌های محلی قدرتمند کمک کرد.